# Walnut Ridge
Walnut Ridge – miasto w Stanach Zjednoczonych, w stanie Arkansas, stolica hrabstwa Lawrence.

## Demografia
W 2008 liczyło 4563 mieszkańców. W 2023 liczba mieszkańców wzrosła do 5532 osób, a gęstość zaludnienia do 128,5 osoby/km².